# Savoia-Marchetti S.66
Dimensions
Le Savoia-Marchetti S.66 est un hydravion à coque à deux fuselages, construit dans les années 1930 en Italie. 

## Conception
Le Savoia-Marchetti S.55, qui a effectué son premier vol en 1924, est un succès. Il remporte plusieurs records de charge et de distance pour un hydravion, est adopté par trois marines (italienne, espagnole et roumaine) dans un rôle de patrouille et de reconnaissance, et donne aussi naissance à deux versions utilisées pour le transport de passagers. Ce succès encourage son constructeur, Savoia-Marchetti, à lancer un avion plus grand et conçu plus spécifiquement pour le transport de passagers, tout en reprenant la conception du S.55, notamment l'inhabituelle structure « catamaran ». Comme le S.55, l'avion possède deux coques-fuselages, ce qui assure la stabilité en roulis sur l'eau. Il n'a donc pas besoin des flotteurs d'appoint que possèdent la plupart des hydravions à coque pour s'assurer de ne pas chavirer. Alors que le S.55 possède deux moteurs V12 en tandem, le S.66 en possède trois, en configuration propulsive. Les deux fuselages contiennent chacun une cabine pour une dizaine de passagers. Un tronçon de voilure relie les deux fuselages et on y trouve aussi le poste de pilotage,.

## Utilisation
Les 24 exemplaires produits sont utilisés par Ala Littoria. Ils assurent des liaisons avec l'Afrique du nord.  Pendant la seconde guerre mondiale, certains sont utilisés par la marine italienne pour le sauvetage.